# 博海姆卡

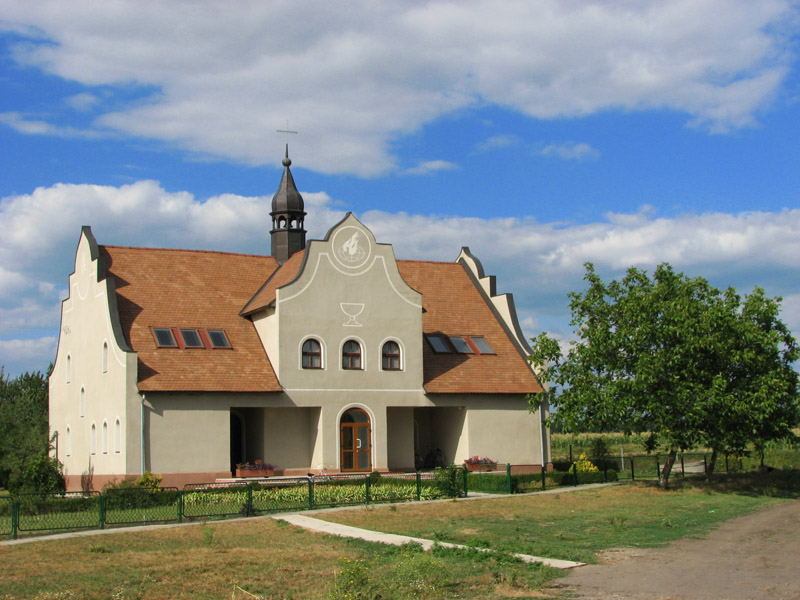

博海姆卡（烏克蘭語：Богемка）是烏克蘭的村落，位於該國南部尼古拉耶夫州，由五一城區負責管轄，始建於1905年，面積1.18平方公里，海拔高度156米，2001年人口452，人口密度每平方公里382.4人。
47°44′27″N 30°31′16″E / 47.74083°N 30.52111°E